# Indanorex
Indanorex (Dietor) là một loại thuốc kích thích được phát triển vào những năm 1970. Nó có tác dụng ức chế sự thèm ăn  và cũng có tác dụng chống hạ đường huyết.